# 里港神社
22°46′46″N 120°29′38″E / 22.779582°N 120.493862°E
里港神社是昔日臺灣高雄州屏東郡里港庄的神社，其原址為現今屏東縣里港鄉的里港警察分局。

## 介紹
里港神社的建設在1934年5月19日的地方改良座談會中首次被提出，同年7月12日在里港保甲會館舉行了第一次的里港神社建立委員會，在同年9月1日提出里港神社創立許可申請，並在同年10月25日舉行地鎮祭。接著先將里港神社預定地境內的保甲會館移築，在神社建立許可通過後，里港神社於1935年6月1日動工，同年9月25日舉行上棟祭，並在同年12月10日竣工。在同年12月25日至27日之間舉辦了盛大的祭典，25日為神殿祭和神門祭，26日為鎮座祭。里港神社選址在里港公園內，神社由住吉組設計施工，其樣式為神明造，建築包含了神殿、拜殿、手洗舍、木造鳥居三座、煉瓦造祭器庫、九對燈籠和一對石獅。里港神社的社格為無格社，且為台灣的神社中少數有奉祀水神彌都波能賣神的神社，其社司由阿緱神社社司高橋齡市擔任。里港神社的社徽為周圍四等分的菊花與中央具船錨意象的「里」字所組成。
里港神社在二戰後被拆除，原址興建了里港警察分局，附近仍可見當時神社的玉垣及石垣基座。